# 互联网服务供应商
互联网服务供应商（英語：Internet Service Provider，簡稱），又稱因特网服务提供者、互聯網服務提供商、网络服務供應商，即指提供互聯網存取服務的公司。通常大型的電訊公司都會兼任互联网服务供应商，一些ISP則獨立於電信公司之外。
通常由 ISP 提供的 Internet 服务包括 Internet 访问、Internet 传输、域名注册、Web 托管和托管。
互联网服务供应商透過固網早期的撥號連線、後來的ADSL（非對稱數碼用戶線路）、FTTx（光纖）、數據專線或是行動網路等方式提供互聯網存取服務予客戶。一些供應商還提供域名登記、網頁寄存和主機托管等服務。互联网服务供应商可以是商業營利性質的，也可以是由政府以公共財政支持，或國有資產。

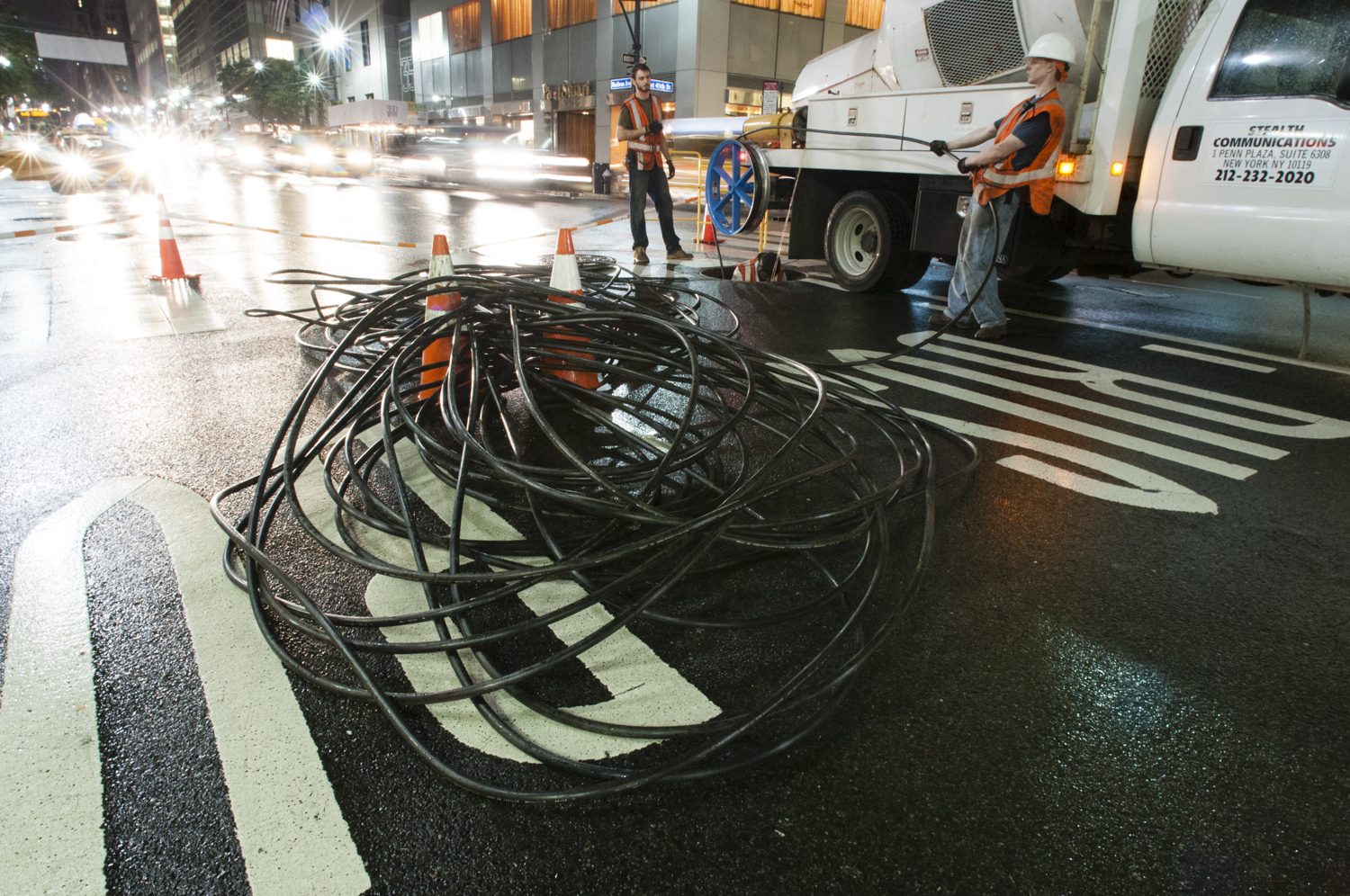
美國ISPStealth Communications位於曼哈顿安装的光缆，以提供互聯網服務

## 历史
互联网（最初是 ARPAnet）是作为政府研究实验室和大学参与部门之间的网络而开发的。其他公司和组织通过直接连接到骨干网或通过其他连接的公司安排加入，有时使用 UUCP 等拨号工具。到1980 年代后期，已经制定了一个针对Internet的公共商业使用流程。到1991年，一些限制被取消，在万维网引入后不久。
在 1980 年代，CompuServe、Prodigy 和 America Online （AOL） 等在线服务提供商开始提供有限的 Internet 访问功能，例如电子邮件交换，但公众并不容易获得对 Internet 的完全访问。
1989 年，第一家 Internet 服务提供商在澳大利亚和美国成立，这些公司为公众提供按月收费的 Internet 直接访问。在马萨诸塞州布鲁克林，The World 成为美国第一家商业 ISP。1989 年 11 月，它的第一个客户得到了服务。这些公司通常提供拨号连接，使用公共电话网络为其客户提供最后一英里连接。拨号 ISP 的进入门槛很低，并且出现了许多提供商。
但是，有线电视公司和电话运营商已经与其客户建立了有线连接，并且可以使用宽带技术（如电缆调制解调器和数字用户线 （DSL））以比拨号更快的速度提供 Internet 连接。因此，这些公司经常成为其服务领域的主导 ISP，曾经竞争激烈的 ISP 市场实际上变成了美国等拥有商业电信市场的国家/地区的垄断或双头垄断。
1995 年，NSFNET退役，取消了对使用 Internet 传输商业流量的最后限制，并创建了网络接入点以允许商业 ISP 之间的对等安排。

## 服務範圍
互聯網供應商所提供的服務可以很廣泛。
為一般企業及私人互聯網瀏覽所提供的上網服務
- 综合业务数字网（ISDN）
- DSL（ADSL）
- 纜線數據機
- 專線（Leased Line）
- 電力線通信（Power Line Communication，簡稱PLC）
- WiMAX

互联网托管服务
- 主機托管（Colocation、IDC）
- 電子郵件（E-Mail）
- 網頁寄存（web hosting）
- 域名系统（DNS）
- 代理服务器（Proxy）
- 新闻组（Newsgroup）
- 雲端運算